# Тівадар Пушкаш
Тівадар Пушкаш де Дітро (угор. Ditrói Puskás Tivadar; 17 вересня 1844, Пешт — 16 березня 1893, Будапешт) — угорський учений, фізик, і винахідник першої у світі автоматичної телефонної станції, а також засновник телефонної новинної служби «Telefon Hírmondó».

## Біографія
Родина Пушкаша походить із міста Дітро і була частиною трансільванської знаті. Пушкаш вивчав право та електротехніку. Проживши деякий час в Англії та пропрацювавши в компанії Warnin Railway Construction Company, він повернувся до Угорщини. У 1873 році, під час проведення у Відні Всесвітньої виставки, він створив власне Бюро Подорожей, перше і найстаріше в Центральній Європі.
Після цього він переїхав до США в штат Колорадо і влаштувався працювати як старатель. Саме він у ході свого перебування в США викрив обман винахідника Келі з його так званою «електромашиною».
Пушкаш працював над ідеєю телеграфної станції, коли винахідник Олександр Грем Белл винайшов телефон. Це змусило Пушкаша переглянути свої погляди та підштовхнуло до співпраці з американським ученим Томасом Едісоном.
Після цього Пушкаш зосередився на вдосконаленні своєї схеми для створення вже не телеграфної, а телефонної автоматичної станції. За словами Едісона, «Тівадар Пушкаш став першим, хто запропонував ідею створення АТС» . Втілити свою ідею життя Пушкашу вдалося лише 1877 року у Бостоні.
У 1879 році Пушкаш створив автоматичну телефонну станцію, в Парижі, де він протягом наступних чотирьох років представляв інтереси Едісона в Європі. У Парижі допомогу йому надавав молодший брат Ференц Пушкаш (1848—1884), який пізніше створить першу телефонну станцію у місті Пешт.

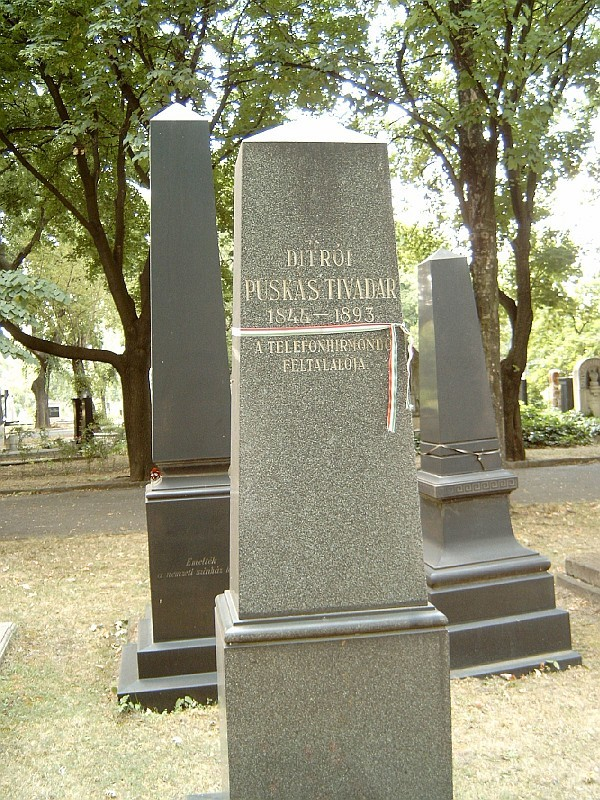
Могила Пушкаша

В 1887 Тівадар Пушкаш представив телефонний комутатор, який здійснив революцію в галузі розвитку телефонного зв'язку. Його наступним кроком стало створення в Пешті «Телефонної служби новин» (Telefon Hírmondó), яка передавала новини та транслювала програми та багато в чому стала попередником сучасного радіо. За описом, даним в одному з сучасних журналів, пристрій Едісона одночасно передавав такі трансляції для 50 користувачів телефонного зв'язку, проте варто було підключитися ще одній людині, як трансляція відразу пропадала. За допомогою апарату Пушкаша трансляції стали доступні для півмільйона слухачів одночасно.
У 1890 році Пушкаш отримав патент на процедуру виконання контрольованого вибуху — технології, яка стала попередником багатьох сучасних процедур, пов'язаних із проведенням вибухових робіт у цей час. Нову технологію було випробувано на Дунаї.
У 1892 році Пушкаш отримав патент на свою службу новин Telefon Hírmondó. Документ, отриманий у Патентному Бюро Австро-Угорської Імперії, містив таке формулювання: «Новий метод організації та оптимізації телефонної газети новин». Служба Telefon Hírmondó розпочала свою роботу 15 лютого 1893 року, при аудиторії, яка на той момент складала 60 слухачів. Після смерті Тівадара Пушкаша 16 березня 1893 року його брат Альберт Пушкаш продав підприємство з усіма правами Іштвану Попперу.
Досягнення Пушкаша в області телефонного зв'язку за його життя так і не були визнані, однак у 2008 році Угорський національний банк випустив пам'ятну монету номіналом 1000 форинтів на честь Пушкаша і 115 річниці створення служби Hirmondó новин .

## Цікаво
1. Міні-скульптурку під назвою «Hallom» відкрили 17 вересня 2017 р. на честь дня народження Тивадара Пушкаша. Саме цьому угорському винахіднику належить розробка першої телефонної станції. Цікавим є той факт, що найпопулярніше телефонне привітання «алло» походить з угорського «hallom», що в буквальному перекладі означає — «чую». Саме це слово промовляв Пушкаш під час випробувань першої телефонної станції, його сім'я мала пряме відношення до Ужгорода. Міні-скульптурку розмістили біля входу до будівлі головного відділення «Укрпошти» (пл. Поштова, 4) в обласному центрі Закарпаття. 120 років тому в Ужгороді з'явився телеграфний зв'язок. На той час він з'єднував Ужгород з Будапештом.